# Chastreix
Chastreix település Franciaországban, Puy-de-Dôme megyében. Lakosainak száma 233 fő (2022. január 1.). Chastreix Bagnols, Chambon-sur-Lac, La Tour-d’Auvergne, Mont-Dore, Picherande és Saint-Donat községekkel határos.

## Népesség
A település népességének változása:
| Lakosok száma | 236  | 229  | 237  | 226  | 224  | 223  | 227  | 231  | 233  |
|               | 2013 | 2015 | 2016 | 2017 | 2018 | 2019 | 2020 | 2021 | 2022 |